# Международная федерация инженеров-консультантов
FIDIC (от фр. Fédération Internationale Des Ingénieurs-Conseils, англ. International Federation of Consulting Engineers) — международная федерация инженеров-консультантов. Название организации на французском свидетельствует, что страны, основавшие её в 1913 году, были полностью или частично франкоязычными. Членами-основателями ФИДИК были Бельгия, Франция и Швейцария.
Федерация учреждена в 1913 году и изначально занималась созданием международной методологической базы для деятельности инженеров-консультантов. Сейчас основная деятельность — разработка типовых условий контрактов для регулирования отношений участников международной инвестиционно-строительной деятельности.
Первый контракт был разработан по требованию Всемирного банка в 1947 году. Типовые контракты ФИДИК широко применяются в строительной деятельности, унифицированы и, в то же самое время, подлежат изменению (отдельные части контракта могут быть изменены, либо вовсе удалены), что делает их удобными в применении. Особенно часто контракты используются, если один из участников строительного проекта — международная организация.

## Контрактные документы ФИДИК
Контракты, созданные до 1999 года:
- «Условия контракта на сооружение объектов гражданского строительства» («Красная» книга)
- «Условия субдоговора на сооружение объектов гражданского строительства»
- «Типовой договор между заказчиком и консультантом на оказание услуг» («Белая» книга)
- «Условия контракта на электромонтажные работы и работы по монтажу механического оборудования» («Желтая» книга)
- «Условия контракта на проектирование, строительство и сдачу объектов „под ключ“» («Оранжевая» книга)

Контракты, созданные в 1999 году: (они частично дублируют старые)
- «Условия контракта на строительство» («Новая красная» книга)
- «Условия контракта на поставку оборудования, проектирование и строительство» («Новая жёлтая» книга)
- «Условия контракта для проектирования типа ИПС и проектов, выполненных „под ключ“» («Серебряная» книга)
- «Краткая форма контракта» («Зеленая» книга)

Контракты, созданные после 1999 года:
- «Условия контракта на строительство, приведенные в соответствие с требованием МБР»
- «Контракт на дноуглубительные работы»